# Coburg Güterbahnhof

Der Coburg Güterbahnhof, abgekürzt Coburg Gbf, ist ein Bahnhof, der an der Bahnstrecke Eisenach–Lichtenfels, etwa einen Kilometer südwestlich des Coburger Stadtzentrums liegt. Der Güterbahnhof wurde 1903 eröffnet und diente bis 1997 dem Stückgutverkehr. Im Jahr 2000 schloss die Deutsche Bahn den Bahnhof als Tarifpunkt des Ladungsverkehrs, womit der Güterverkehr eingestellt wurde. 2007 folgte schließlich ein umfangreicher Rückbau der Gleisanlagen. Übrig blieben drei Durchgangsgleise und mehrere Abstellgleise.

## Geschichte

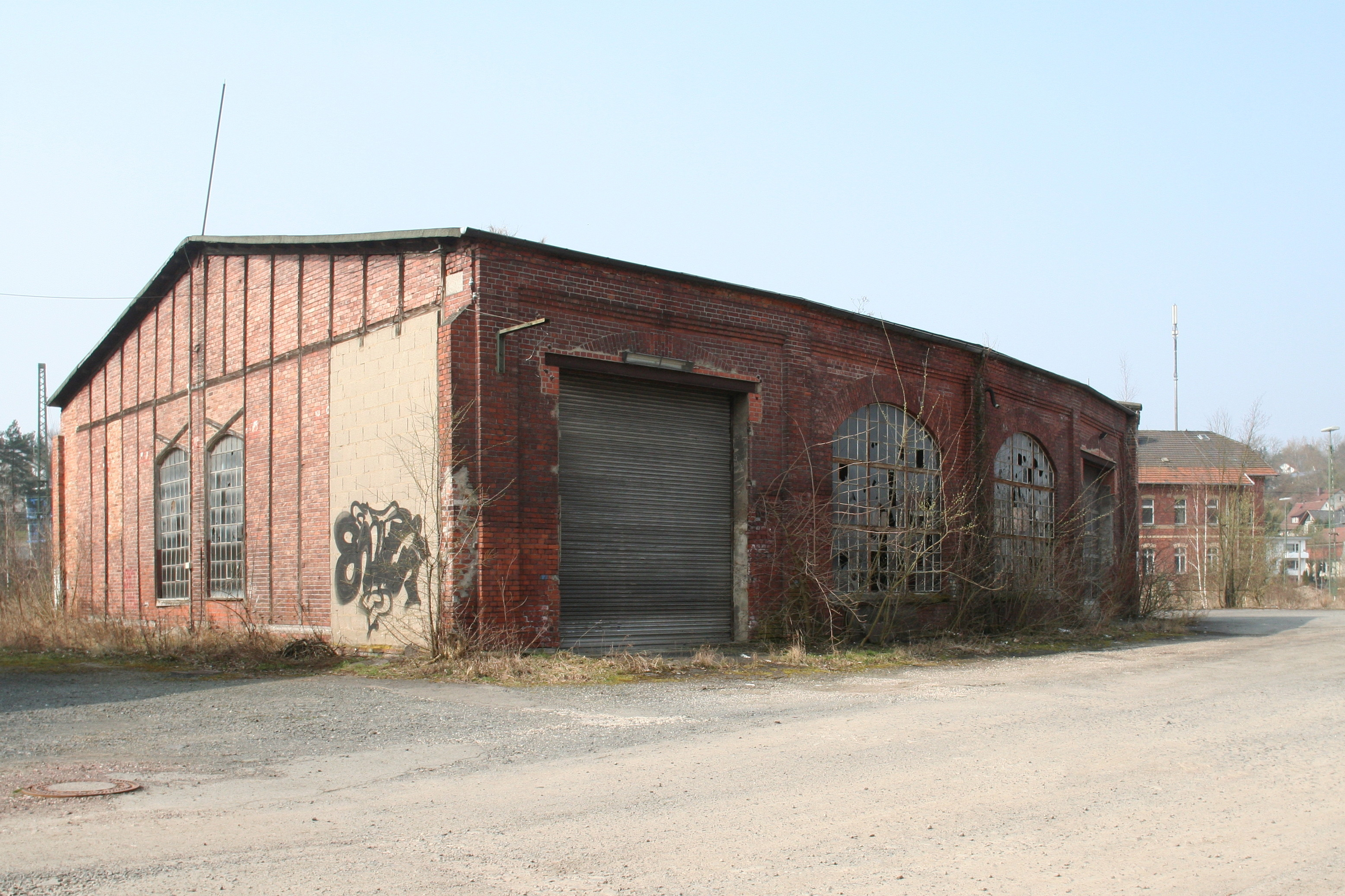
Ehemaliger Lokschuppen, 2015 abgebrochen

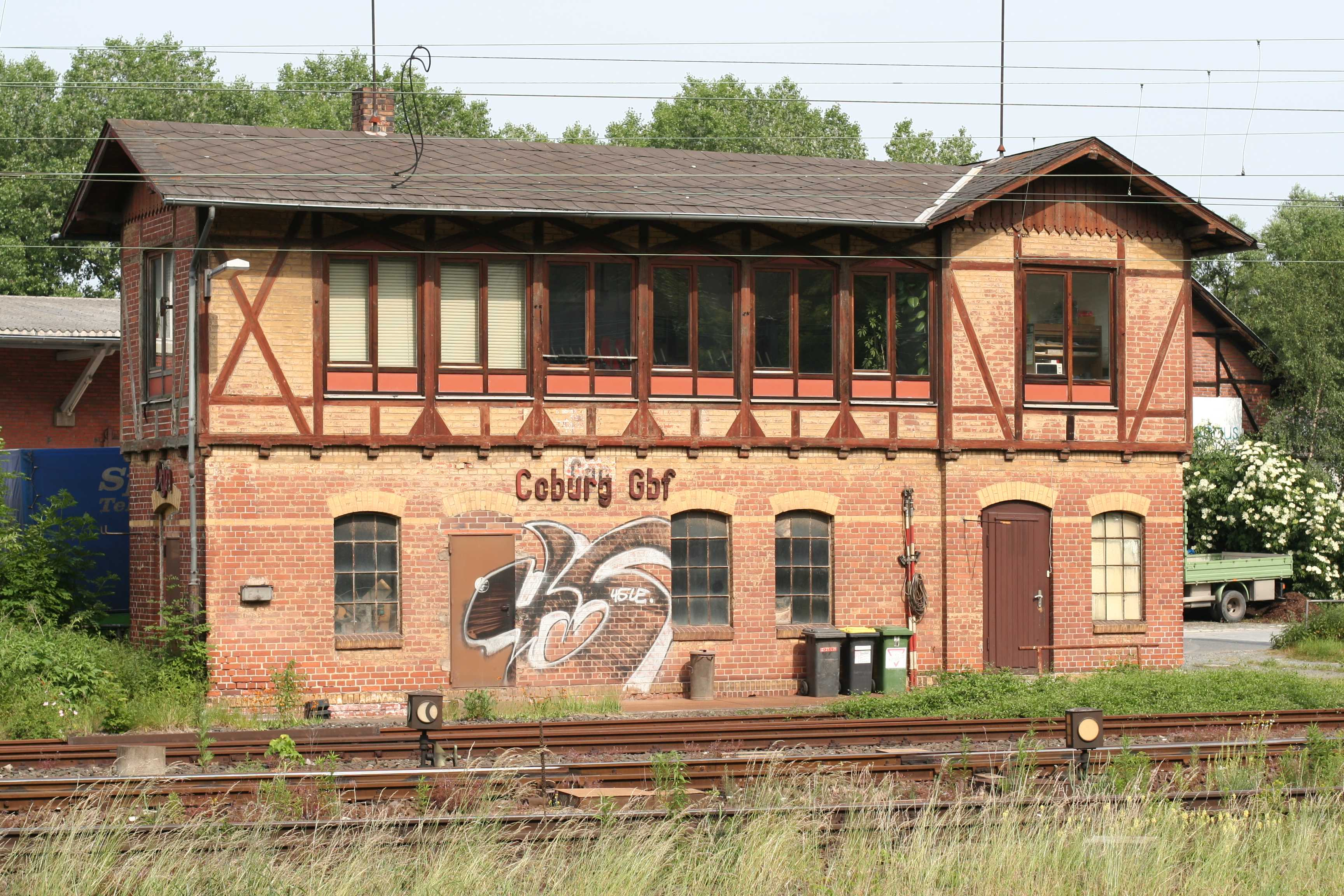
Nördliches Stellwerk

Ende des 19. Jahrhunderts hatte der Coburger Bahnhof, ein kombinierter Personen- und Güterbahnhof, seine Kapazitätsgrenzen erreicht. Nach drei Jahre langen Verhandlungen mit der Stadt begann die seit 1895 zuständige königlich-preußische Eisenbahndirektion Erfurt im Jahr 1898 mit den Planungen eines separaten Güterbahnhofs im Süden der Stadt. Die Standortwahl zugunsten des Gebiets südlich des Schlachthofes fiel unter anderem auf Grund der damals existierenden Industriebetriebe im Anschluss an das Gebiet, Hofbrauhaus Coburg, städtische Gas-, Wasser- und Elektrizitätswerke. Die Stadt stellte ein Areal von 7,9 Hektar unentgeltlich zur Verfügung. Die Bauarbeiten begannen im Herbst 1901. Das Gelände wurde durch eine Verlegung und Begradigung der Itz und umfangreiche Aufschüttungen gewonnen. Der Güterbahnhof umfasste einen zentralen Güterschuppen mit mehreren Verladerampen, ein Übernachtungsgebäude für Bahnbedienstete, einen Wasserturm und einen vierständigen Lokomotivschuppen. Am 1. August 1903 war die Inbetriebnahme.
Coburger Firmen und Fuhrunternehmen folgten nach und erbauten auf dem Areal ihre Lagerhäuser und Außenstellen. Ein Lagerhaus ließ sich die Glasgroßhandlung Ernst Knoch im Jahr 1926 errichten. Die Dachkonstruktion mit der Zollbau-Lamellen-Bauweise führte der Zimmermeister Eduard Heß aus. Das Herzogtum errichtete am Eingang zum Güterbahnhofsgelände um 1905 Steueramtsgebäude mit Eisenbahn-Zollabfertigung und Revisionsschuppen, in dem auch 2020 das Zollamt sitzt.
1912 wurde der Güterbahnhof um eine neue Rampe mit Überdachung und einen angebauten Lagerschuppen erweitert. Während des Ersten Weltkrieges kamen hier verwundete Soldaten an.
1938 erhielt der Schlachthof ein eigenes Anschlussgleis. Im Jahr 1950 erhielt die Städtischen Werke Überlandwerke Coburg mit einer Brücke über die Itz einen Gleisanschluss, der 1990 stillgelegt wurde.
Der vierständige Lokschuppen mit Drehscheibe war bis zur Eröffnung des Bahnbetriebswerks im Kalenderweg im Jahr 1921 in Betrieb. Danach wurde er als Maschinenhalle und Bahnbusdepot genutzt, zum Schluss als Werkstatt für Lastkraftwagen einer Spedition. Der 17 Meter hohe Wasserturm hatte ein Fassungsvermögen von 100 Kubikmetern. Er wurde im April 1945 durch einen Tieffliegerangriff zerstört.
1942 erreichte das Areal des Güterbahnhofs mit 8,6 Hektar Fläche seine größte Ausdehnung. Der Bahnhof hatte eine Güterabfertigung mit anschließenden Laderampen an drei Gleisen, drei Freiladegleise, maximal 600 Meter lange Sortiergleise für die verschiedenen Richtungen und Gruppen und einen Ablaufberg, der über ein am südlichen Ende liegendes, ungefähr 400 Meter langes Ausziehgleis bedient wurde.
Im Zweiten Weltkrieg war der Güterbahnhof Ziel zweier Luftangriffe. Dabei wurde im September 1944 eine Lokomotive beschossen und am 8. April 1945, drei Tage vor der Einnahme der Stadt durch Einheiten der 11. US-Panzerdivision, explodierte eine Munitionszug.
1950 wurden die Sortiergleise elektrifiziert. 1955 bestanden 30 Lagerhäuser und -plätze. 1979 weihte die Deutsche Bundesbahn einen Containerumschlagplatz ein. Am 1. November 1989 wurde der zweigleisige Betrieb zwischen dem Personenbahnhof und dem Güterbahnhof eingestellt.
Mit dem Ende der Stückgutbeförderung durch die Deutsche Bahn im Jahr 1997 wurde die Stückgutabfertigung am 1. September 1997 in Coburg eingestellt. In der Folge wurde noch Holz und Schrott verladen, bis am 1. Januar 2000 der Gütertarifpunkt der Ladestelle und somit der Betrieb beendet wurde.
Bis Ende 2007 waren die beiden Stellwerke mit bauzeitlicher Technik der Eisenbahn-Signalbauanstalt Max Jüdel aus Braunschweig in Betrieb. Mit dem umfangreichen Rückbau der Gleisanlagen auf zwei Durchfahrtsgleise und fünf Stumpfgleise sowie der Einebnung des Ablaufberges Anfang 2007 begannen im Sommer 2007 die Montage von Lichtsignalen und Kabelverlegearbeiten für den Einsatz eines elektronischen Stellwerks, das im Dezember 2007 in Betrieb ging.
Im Frühjahr 2025 wurde bekannt, dass für die Erweiterung der benachbarten Bundesstraße 4 auf vier Fahrstreifen zwischen der Coburger Südzufahrt und der Frankenbrücke mit etwa 1,7 Kilometer Länge im Bereich des Coburger Güterbahnhofs die Streckengleise nach Osten verschwenkt werden sollen, um Eingriffe in die Grundstücke im nördlichen Teil des Weichengereuths zu vermeiden. Zusätzlich soll der Streckenabschnitt zwischen dem Coburger Bahnhof und der Itzbrücke wieder zweigleisig werden.

## Güterverkehr

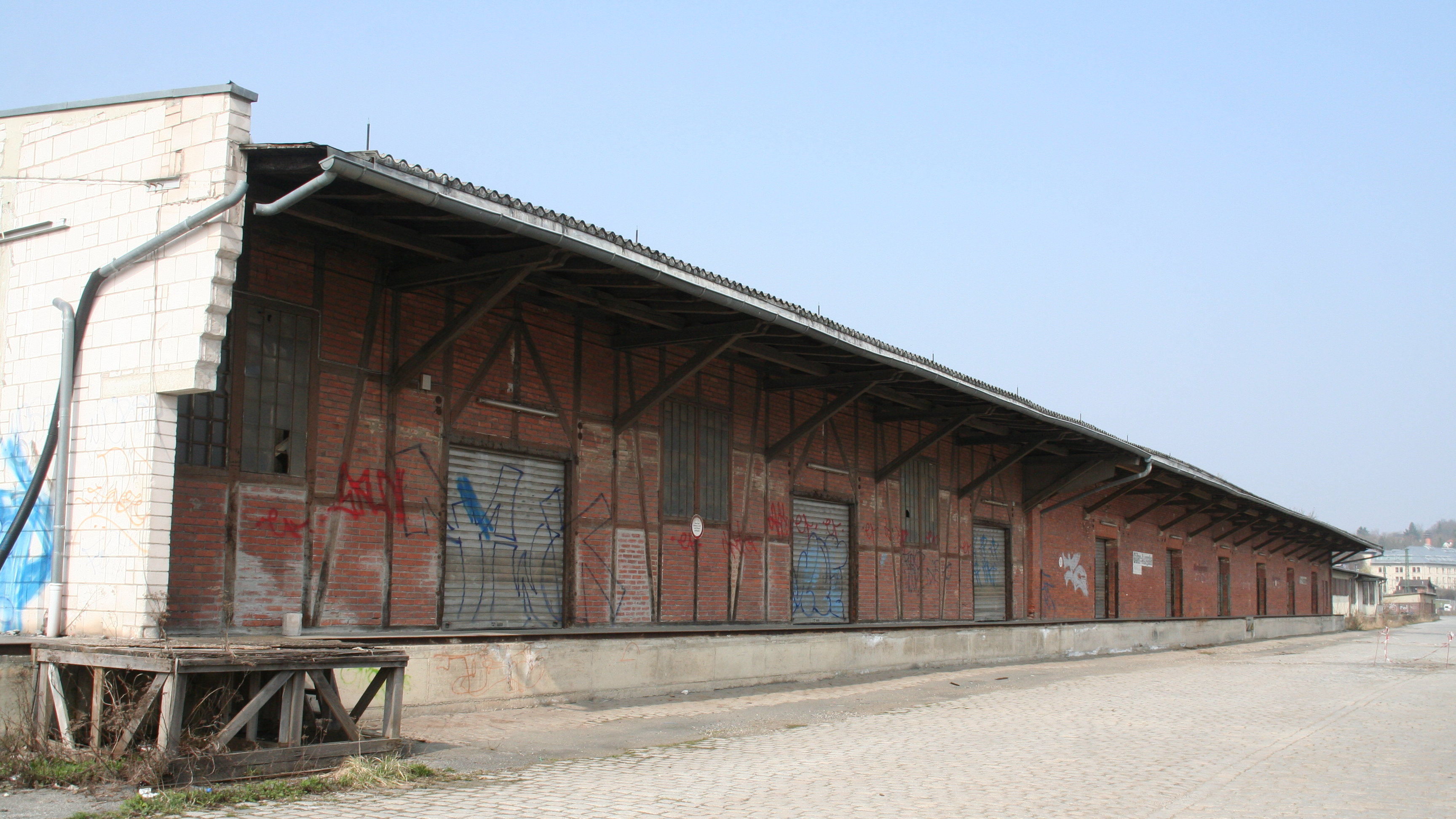
Ehemalige Stückguthalle

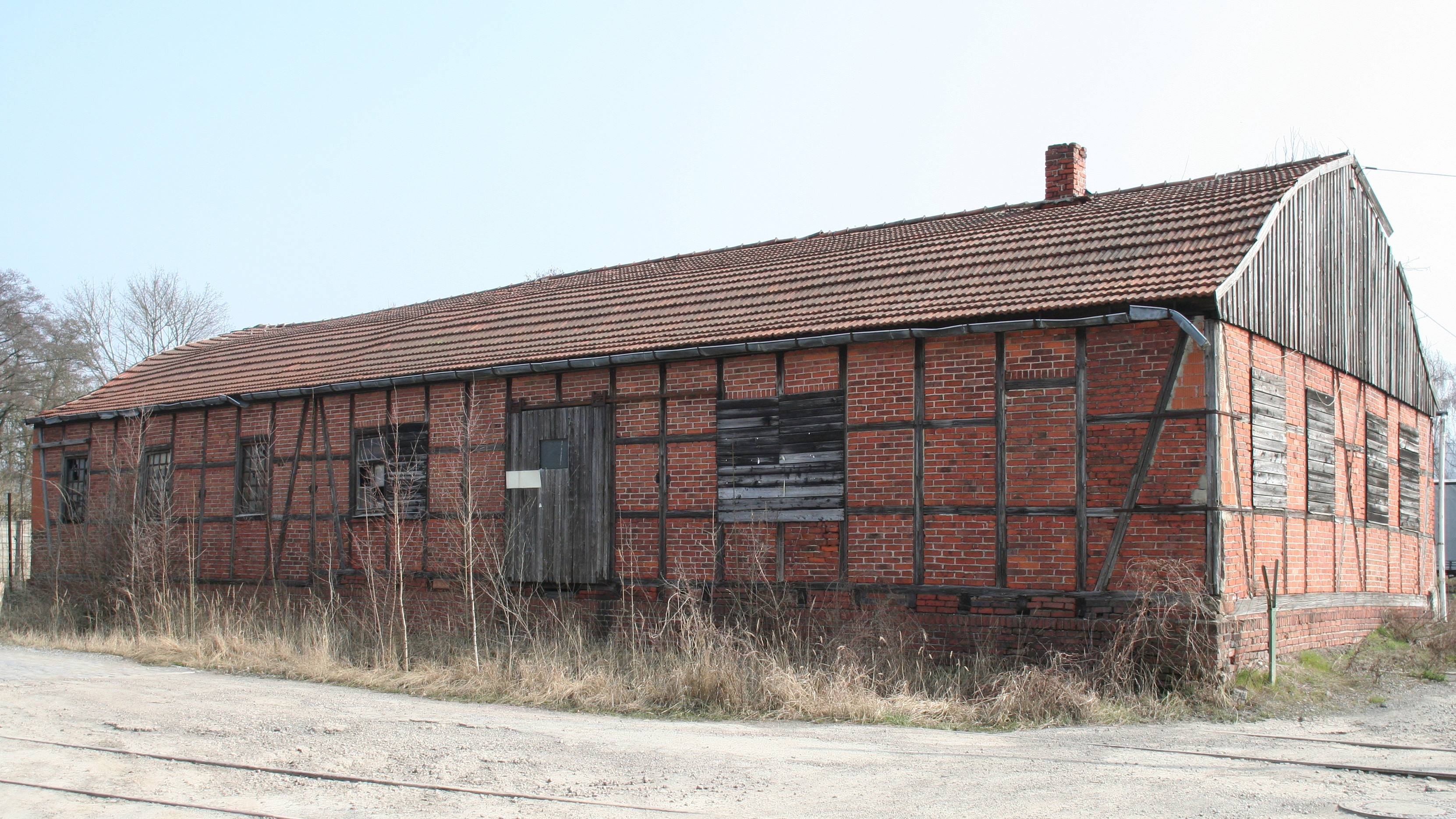
Lagerhaus mit Zollingerdach, 2015 abgebrochen

Der Güterbahnhof diente vor allem wirtschaftlichen Zwecken. Er hatte eine lokale Verteilerfunktion für die Stadt Coburg und den Landkreis Coburg, die angeschlossenen Strecken nach Neustadt, Rodach, Rossach und Hofsteinach über Ebersdorf. Er war aber auch von militärischer Bedeutung für die Garnisonstadt Coburg.
Die Hauptaufgaben des Güterbahnhofs waren der Stückgutverkehr und der Wagenladungsverkehr. Beim Stückgutverkehr wurden die Coburger Kleingutsendungen nach Empfangsort sortiert und in Richtungswagen verladen, die dann zu Gruppen in eine Empfangsrichtung rangiert wurden. Beim Wagenladungsverkehr wurden die eingehenden Züge neu gruppiert. Dabei wurden in die eine Richtung Nahgüterzüge für die umgebenden Nebenbahnen und in die andere Richtung Güterzüge aus den Güterwagen der zulaufenden Nebenbahnen und den Coburger Stückgutwagen zusammengestellt. Die Zusammenstellungen erfolgten meistens mit Rangierfahrten über den Ablaufberg.
1911 wurden über den Güterbahnhof beispielsweise 1911 über 53.000 Tonnen Kohle für die Städtischen Werke angeliefert und die Coburger Hofbräu AG führte über ihn 5.500 Tonnen Bier aus. 1913 wurden 153.000 Tonnen Güter umgeschlagen. 1929 wurden täglich bis zu 500 Güterwagen abgefertigt.
1964 wurden 150.000 Tonnen Güter in Coburg umgeschlagen. Mit den Zulaufstrecken wurden über den Güterbahnhof insgesamt 553.900 Tonnen empfangen und versendet.
Er lag zum Zeitpunkt der Schließung 1997 beim Stückguttransportaufkommen an dritter Stelle im ehemaligen Direktionsbereich Nürnberg.

## Konversion des Geländes

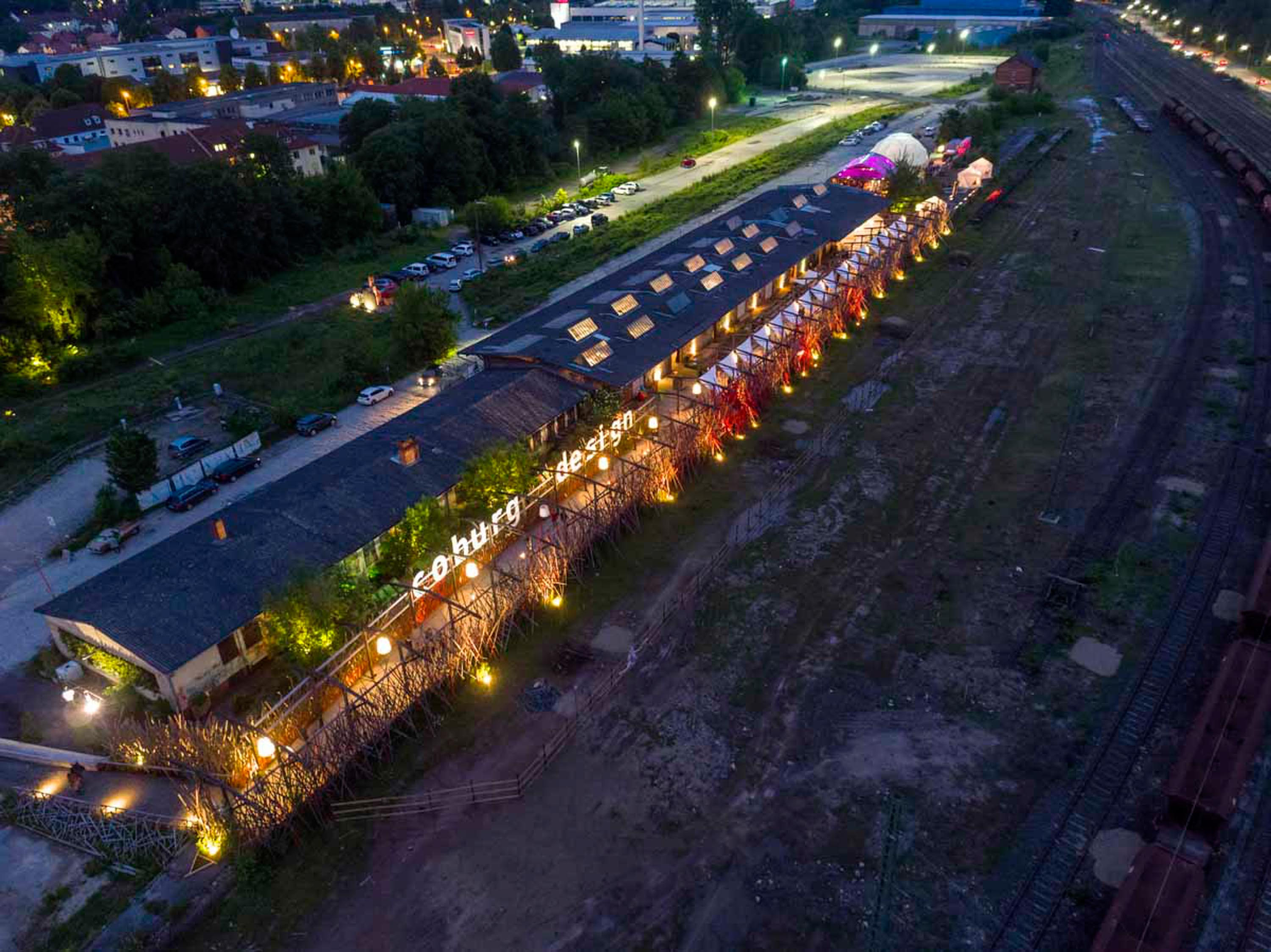
Beleuchteter Güterbahnhof während der Designtage

2013 erwarb die Stadt Coburg 6,1 Hektar des Güterbahnhofgeländes, auf dem gemäß Rahmenplan ein Band für Wissenschaft, Technik und Design entstehen soll.
2014 fanden die Coburger Designtage erstmals in der ehemaligen, 1230 Quadratmeter großen Stückguthalle (Pakethalle) statt. Im Sommer 2015 wurden leerstehende Hallen, wie beispielsweise der Lokschuppen, abgebrochen. Dies ermöglichte eine Erweiterung der seit 2012 bestehenden, provisorischen Parkplätze für die Mitarbeiter des Unternehmens Brose.
Die Kosten für die Erschließung und Altlastenbeseitigung wurden im Jahr 2015 auf 18,5 Millionen Euro geschätzt. Im September 2017 folgte zur besseren Erschließung des Areals im Süden die Eröffnung der Ernst-Faber-Brücke, die über die Itz spannt. Die Gesamtkosten betrugen inklusive Beseitigung der Altlasten und Nebenkosten 4,4 Millionen Euro.
Gemäß fortgeschriebenem Rahmenplan ist im Norden, im Bereich des Schlachthofs, ein Areal für die Hochschule vorgesehen, dem folgt ein Bereich für Start-Ups mit der Möglichkeit, dort kurzzeitig zu wohnen (Jugendherberge, Boarding House). Im Süden befindet sich das am 6. Oktober 2023 eröffnete Globe Coburg, die Interimsspielstätte des Landestheaters Coburg, mit drei Nebengebäuden. Gegenüberliegend war ein Parkhaus mit vier Vollgeschossen und ca. 354 Pkw- und 50 bis 60 Fahrradstellplätzen vorgesehen. Das Parkhaus kam gemäß Stadtratsbeschluss aus Kostengründen vom 9. Februar 2022 nicht zur Ausführung. Stattdessen wurde 2023/2024 für 2,5 Millionen Euro ein befestigter Parkplatz mit 183 Stellplätzen für Pkw, 70 überdachten Stellplätzen für Fahrräder und 74 Bäumen errichtet. Die in der Mitte stehende ehemalige Stückguthalle wurde für rund 4 Millionen Euro zum Veranstaltungscenter Alte Pakethalle bis Frühjahr 2023 saniert.